# Valby (eksperimentalfilm)
|  | Denne artikel er oprettet af botten Steenthbot ud fra en ekstern database. Den kan derfor have sproglige fejl eller mangler. Denne skabelon kan fjernes efter kontrol af indholdet. |

 For alternative betydninger, se Valby (flertydig). (Se også artikler, som begynder med Valby)
Valby er en dansk eksperimentalfilm fra 1997 instrueret af Erik Steffensen efter eget manuskript.

## Handling
Et essay om fire afdøde kunstnere og fire årstider i Valby. Om motiver og livsbaner fortalt i ord, billeder og musik.